# Camplà
Camplà és una masia de Sant Hilari Sacalm (Selva) inclosa a l'Inventari del Patrimoni Arquitectònic de Catalunya.

## Descripció
Masia aïllada i orientada a migdia, situada a uns 8 km del nucli de Sant Hilari.
De planta baixa, pis i golfes, i teulada a dues vessants en teula àrab.
A la planta baixa hi ha tres portes, la principal és en arc de mig punt i adovellada, les altres dues (una a cada costat de la porta principal), són en arc pla. La porta de l'esquerra té llinda de fusta i la de la dreta té una petita obertura a sobre.
Al pis hi ha tres finestres amb llinda, brancals i ampit motllurat de pedra. Dues finestres superiors amb maons col·locats en sardinell, donen llum a les golfes.
Annex a la masia hi ha la pallissa.
En una llinda hi ha la data de 1432, que podria parlar de l'època de la construcció de l'edifici.
La façana està realitzada en maçoneria.

## Història
Trobem notícies del mas en un fogatge de l'any 1553 on es fas referència a "Miquel Serres" anomenat també Camplà. Encara que l'edifici seria del segle anterior segons la inscripció de la data 1432 que apareix en una llinda. Una altra inscripció indica una reforma el 1761.